# Grégoire Paturel
 (février 2025).
Motif : Où sont les sources secondaires indépendantes et de qualité centrées sur cette personne ? Voir WP:Notoriété.
- Archive Wikiwix
- Bing
- Cairn
- DuckDuckGo
- E. Universalis
- Gallica
- Google
- G. Books
- G. News
- G. Scholar
- Persée
- Qwant
- (zh) Baidu
- (ru) Yandex
- (wd) trouver des œuvres sur Wikidata

| 1. | Préciser le motif de la pose du bandeau. | Précisez le motif de la pose du bandeau en utilisant la syntaxe suivante : {{admissibilité à vérifier\|date=juillet 2025\|motif=remplacez ce texte par le motif}}                     |
| 2. | Informer les utilisateurs concernés.     | Pensez à avertir le créateur de l'article, par exemple, en insérant le code ci-dessous sur sa page de discussion : {{subst:avertissement admissibilité à vérifier\|Grégoire Paturel}} |

 (février 2025).
Grégoire Plantade, plus connu sous son nom d'acteur Grégoire Paturel, est un acteur français né le 13 février 1999 à Paris. 
Il commence sa carrière en 2015 dans la série Parents mode d'emploi, où il tient le rôle de Léo. Il fait depuis des apparitions récurrentes à la télévision et dans le cinéma français[réf. nécessaire]. 

## Filmographie

### Acteur

#### Cinéma
- 2015 : Vincent ou la fin du monde, de Christophe Van Rompaey
- 2017 : L'Épreuve d'amour de Lucas Monteil : Lucas Monteil
- 2017 : La Deuxième Étoile de Lucien Jean-Baptiste : Maxence
- 2017 : Maryline de Guillaume Galienne
- 2018 : Jusqu'ici tout va bien de Mohamed Hamidi : Arthur
- 2021 : Simone, le voyage du siècle d'Olivier Dahan
- 2022 : L'Impasse de Delphine Lemoine : Gabriel Segal

#### Télévision
- 2009 : Scènes de ménages
- 2015 : Parents mode d'emploi (hors-saison, saisons 6, 7) : Léo
- 2016 : Camping Paradis (saison 8) : Simon
- 2017 : Nina (saison 3) : Théo
- 2017 : On va s'aimer un peu, beaucoup... (saison 1) : Ryan Rufo
- 2018-2020 : Plus belle la vie (saisons 15-17) : Luis Careille
- 2018 : Vingt-Cinq de Bryan Marciano
- 2018 : Balthazar (saison 1 épisode 5) : Léo Guaino
- 2019 : Huguette d'Antoine Garceau (téléfilm) : Greg
- 2020 : Infidèle (saison 2) : Luigi
- 2020-2021 : Sam (saisons 4-5) : Antoine, 15 ans
- 2021 : Joséphine, ange gardien (saison 21, épisode 5) : Julien
- 2021 : La Faute à Rousseau (saisons 1-2) : Gabriel
- 2022 : Candice Renoir (saison 10, épisode 2) : Emile Brejet
- 2023 : Camping Paradis (saison 14, épisode 6)
- 2023 : Le Sceau du secret, d'Adeline Darraux
- 2024 : Meurtres à Meaux (téléfilm) : Théo
- 2024 : Tom et Lola (saisons 1 et 2) : Jordan

#### Courts-métrages[2]
- 2015 : Premier Baiser de Vincent Medioni
- 2015 : Val de Thomas Beau-frère
- 2016 : La Cigarette électronique de Jan Kounen
- 2022 : Dans les yeux de Gari Kikoïne